# Nationalpark Ojców
Der Nationalpark Ojców (poln. Ojcowski Park Narodowy) ist ein Nationalpark in Polen, der in der Woiwodschaft Kleinpolen 16 Kilometer nördlich von Krakau (Kraków) liegt.

## Allgemein
Der im Krakau-Tschenstochauer Jura gelegene Nationalpark umfasst auf einer Fläche von 21,46 Quadratkilometern die Täler zweier kleiner Flüsse – Prądnik und Sąspówka – sowie die angrenzenden Bereiche der Jura-Hochebene.
Typisch für den Nationalpark ist die durch Jura-Kalkstein geformte Berglandschaft. Durch die Einwirkung von Karstwasser in den Ojców-Tälern ist hier eine pittoreske Bergwelt entstanden, die zusätzlich von steilen Schluchten von bis zu 120 Metern Tiefe unterbrochen wird. Der in der Region vorkommende Block-Kalkstein ist unempfindlich gegen Verwitterung und schafft in den Tälern sehenswerte Restberge und Einzelfelsen (beispielsweise Maczuga Herkulesa „Keule des Herkules“, Igła Deotymy „Nadel der Deotyma“ und viele mehr).

## Höhlen
Die Kalksteinformationen des Jura sind bis zu 200 Meter mächtig und stark verkarstet. Im Nationalpark befinden sich über 400 Karsthöhlen, von denen einige – wie zum Beispiel die Maszycka-Höhle – in prähistorischer Zeit bewohnt waren. Zu den längsten Höhlen im Park gehören die Łokietek-Höhle (320 Meter), die Ciemna-Höhle (230 Meter) und die Zbójecka-Höhle (189 Meter).
Die bereits im 19. Jahrhundert untersuchte Jaskinia Ciemna (deutsch „Dunkle Höhle“) enthielt Schichten des Mittelpaläolithikums mit typischen Werkzeugen (Keilmesser) der Neandertaler. In den Höhlenschichten fanden sich außerdem zahlreiche Tierknochen, die als Jagdreste von Neandertalern angesehen werden. Weitere Ausgrabungen erfolgten durch Stefan Wincenty Krukowski und Stanisław Kowalski.

## Flora
Die Vielfalt des Reliefs und des Mikroklimas hat auch die Anzahl und die Verschiedenheit der Flora beeinflusst. Es kommen rund 1000 Arten von Gefäßpflanzen unterschiedlicher ökologischer Bedürfnisse und unterschiedlicher Herkunft vor, darunter etwa 50 Bergarten und über 100 wärmeliebende Arten, die sonst eher für Südeuropa typisch sind.

## Fauna
Auch die Tierwelt des Nationalparks ist ausgesprochen reich. Bislang sind etwa 5500 Tierarten bestätigt. Hiervon sind 4600 Insekten (1700 verschiedene Käferarten und 1075 Schmetterlingsarten). Die tatsächliche Gesamtzahl wird jedoch auf über 12.000 Arten geschätzt. Zu den hier vorkommenden Säugetieren gehören der Dachs, die Haselmaus, das Hermelin und der Biber. Außerdem leben in den Höhlen zahlreiche Fledermäuse.